# ACID 2 ACID
『ACID 2 ACID』（アシッド・トゥ・アシッド）は、日本のミュージシャン、SUGIURUMNのアルバムである。

## 解説
- 約3年ぶりのリリースであり、スギウラムの10周年記念第1弾作品である。
- 新曲の『ACID 2 ACID』を収録のほか、ミックスCD『LIVE AT PACHA IBIZA』などで収録されていたリミックス曲や、2008年にアナログ盤のみのリリースで大ヒットを記録したUnderworldの『Born Slippy』(en)のカバー、また『House Nation Diamond』で収録された『Star Baby』のGTSによるリミックスが収録されている。
- アルバムと表記されているところもあれば、ミニアルバムと表記されているところもある。

## 収録曲
1. ACID 2 ACID
  - (9:24)
2. ACID 2 ACID DUB
  - (7:21)
3. ACID 2 ACID (Yoda Remix)
  - (9:12)
4. Don't Sleep (D nox & Beckers Remix)
  - (7:20)
5. What Time Is Summer Of Love? (Richard Gray Remix)
  - (6:00)
6. Traveling (Plastik Funk Remix)
  - (7:36)
7. Born Slippy feat. Tomomi Ukumori (Original Mix)
  - (7:37)
8. Star Baby feat. Miyuki Hatakeyama (GTS HOUSE NATION Remix)
  - (9:04)